# Norte-Chico-Kultur
Die Norte-Chico-Kultur (auch Caral-Supe-Kultur) in Peru war die älteste bekannte (erste Anfänge schon etwa 9000 v. Chr.) der präkeramischen Kulturen Südamerikas mit der Hauptphase von 3500 bis ca. 1800 v. Chr.
Die Menschen lebten in mindestens 25 großen Kult- und Siedlungszentren nördlich von Lima. Die Kultur hat nichts zu tun mit dem ebenfalls Norte Chico (kleiner Norden) genannten Naturraum in Chile.

## Caral und Áspero

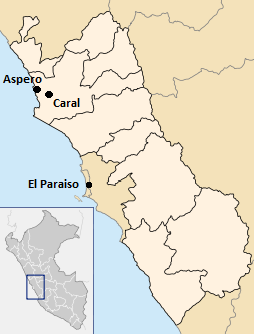
Karte von Peru mit den archäologischen Fundstellen El Paraiso, Caral und Aspero

Im Jahre 1905 wurde die 2009 zum Weltkulturerbe ernannte, etwas landein gelegene Ausgrabungsstätte Caral im Flusstal des Río Supe entdeckt, stieß aber mangels Schmuck- und Keramikfunden zunächst auf kein größeres Interesse.
Die Bedeutung als älteste bekannte Stadt der Neuen Welt (präkeramisch mit etwa 1000 Einwohnern zwischen 2600 v. Chr. und 2000 v. Chr. besiedelt, dann vorerst verlassen) wurde aber erst Mitte der 1990er Jahre erkannt, als die peruanische Anthropologin und Archäologin Ruth Shady Solís sie weitgehend freilegte.
Shady Solís erklärt die Lage der Siedlungen in der eher unfruchtbaren Gegend dadurch, dass die Küste durch das El-Niño-Phänomen immer wieder von Überschwemmungen heimgesucht wurde und die Einwohner deshalb ihre Wohngebiete in höherer Lage 25 km vom Meer entfernt im Wüstengebiet suchten. Es gibt hier mehrere recht flache, ca. 18 Meter hohe Pyramiden.
Eine andere in der Nähe auch am Supe gelegene Ausgrabungsstätte heißt Áspero.
Die 1800–1000 v. Chr. auf die Norte Chico Kultur folgende Kultur führte Keramik ein.

## Sechín Bajo
Im rund 200 Kilometer weiter nördlich gelegenen Tal des Río Casma wird in Sechín Bajo in Ancash seit 1992 in großem Stil gegraben.
Hier haben deutsche Forscher vom Lateinamerika-Institut der Freien Universität Berlin unter Peter Fuchs ab 2005 Reste einer großen Pyramide freigelegt, deren ursprüngliche geschätzte Höhe 70 bis 100 Meter betrug und mit 5200 Jahren den ältesten Steinbau Amerikas darstellt.
Sechin wurde ab etwa 3500 v. Chr. (Sechin Bajo) bebaut, ist somit einerseits noch älter als Caral, andererseits war es aber nur eine Kultstätte und keine Stadt.
Eine neuere (ca. 1600 v. Chr.) Baustufe heißt Sechin Alto.
Zuweilen wird eine Unterscheidung zwischen Sechinkultur und Caralkultur gemacht.